# Pentathlon moderne aux Jeux olympiques d'été de 1964
Navigation
Rome 1960 Mexico 1968
Cette page présente les résultats des épreuves de pentathlon moderne aux Jeux olympiques d'été de 1964.

## Tableau des médailles pour le Pentathlon moderne
| Rang | Pays             | Médaille d'or | Médaille d'argent | Médaille de bronze | Total |
| ---- | ---------------- | ------------- | ----------------- | ------------------ | ----- |
| 1    | Union soviétique | 1             | 1                 | 1                  | 3     |
| 2    | Hongrie          | 1             | 0                 | 1                  | 2     |
| 3    | États-Unis       | 0             | 1                 | 0                  | 1     |

## Individuel homme
| Médaille | Noms          | Pays             |
| -------- | ------------- | ---------------- |
| or       | Ferenc Török  | Hongrie          |
| argent   | Igor Novikov  | Union soviétique |
| bronze   | Albert Mokeev | Union soviétique |

## Compétitions par équipes
| Médaille | Pays             | Noms                                      |
| -------- | ---------------- | ----------------------------------------- |
| or       | Union soviétique | Albert Mokeev Igor Novikov Viktor Mineyev |
| argent   | États-Unis       | James Moore David Kirkwood Paul Pesthy    |
| bronze   | Hongrie          | Ferenc Török Imre Nagy Ottó Török         |